# 이존비
이존비(李尊庇, 1233년~1287년)은 고려 말의 문신이다. 본관은 고성(固城), 자는 지정(持正), 초명은 인성(仁成)이다.

## 생애
아버지 이진(李瑨)은 진사(進士) 등과(登科) 했으나 일찍 죽었다. 어머니는 남포 백씨(白氏)로, 예부낭중(禮部郞中) 백경선(白景瑄)의 딸이다.
일찍 아버지를 여의고, 외숙부인 백문절(白文節)에게 글을 배워 문장과 예서(隷書) 글씨에 능하였으며, 유경(柳璥)의 문하에서 수학하여 유학에 밝았다.
부인 이씨는 한림원 한림학사(翰林學士)인 이주일(李湊一)의 딸이다. 아들은 우(瑀), 정(精), 숙(璹)이다.
행촌(杏村) 이암(李嵒)과 도촌(桃村) 이교(李嶠)가 그의 손자이다.

## 관직
원종이 즉위한 1260년 과거에 급제한 이후 내시(內侍)에 입적되었다. 이후 호부(戶部), 병부(兵部), 이부(吏部) 시랑을 역임하고, 충렬왕 때 상서우승(尙書右丞), 예빈경(禮賓卿)을 거쳐 좌승지에 올랐고, 현재의 국정원과 비슷한 일을 하며 국가보위를 논의하는 필도지(必闍赤) 일원이 되었다. 1284년 감찰대부(監察大夫)를 역임하고, 1287년에는 경상 충청 전라도의 도순문사(都巡問使)가 되어 여몽연합군(麗蒙連合軍)의 일본정벌을 위한 병량(兵糧) 및 군선(軍船) 조달을 담당하였는데 이 때 제반조치가 적절하고 공명하여 잡음이 없었다.
그 뒤 벼슬이 판밀직사사(判密直司事)에 이르렀다. 55세에 죽음을 맞이했다.

## 저서 및 유물
- 보물 제1089호인 동인지문(東人之文)과 동문선 제14권 등에 나와 있는 그의 칠언율시(七言律詩)가 있다.